# Pancerniki typu Shikishima
Pancerniki typu Shikishima (jap. 敷島型戦艦 Shikishima-gata senkan) – liczący dwie jednostki typ japońskich okrętów liniowych, przeddrednotów, zbudowanych dla Cesarskiej Marynarki Wojennej Japonii pod koniec XIX wieku w Wielkiej Brytanii, jako że japoński przemysł stoczniowy nie był ówcześnie w stanie poradzić sobie z budową tak dużych jednostek. Projekt powstał w oparciu o plany pancerników typu Majestic, budowanych ówcześnie dla Royal Navy.
Okręty uczestniczyły w wojnie rosyjsko-japońskiej (w latach 1904–1905), włączając w to ataki na Port Artur w lutym i marcu 1904 roku. W maju, pod Port Artur „Hatsuse” wpadł na minę i zatonął ze znaczną częścią załogi. „Shikishima” walczyła w bitwach na Morzu Żółtym i pod Cuszimą, w tej ostatniej odnosząc lekkie uszkodzenia, choć podczas obydwu bitew w lufach artylerii ciężkiej przedwcześnie detonowały pociski. W 1921 roku okręt przeklasyfikowano na pancernik obrony wybrzeża, przez resztę aktywnej służby pełnił rolę okrętu szkolnego. Od 1923 roku przekształcony w hulk i ostatecznie złomowany w 1948 roku.

## Projekt i opis techniczny
Doświadczenie walk podczas pierwszej wojny chińsko-japońskiej przekonało dowództwo marynarki japońskiej o słabości doktryny francuskiej Jeune École; w związku z tym w Japonii zdecydowano o konieczności wzmocnienia floty przez ciężkie okręty pancerne. Ponieważ Japończycy nie posiadali jeszcze technologii i możliwości technicznych, by skonstruować własne okręty liniowe, zamówili je w Wielkiej Brytanii, podobnie jak wcześniejsze pancerniki typu Fuji. Zamówiono je jako część dziesięcioletniego programu rozwoju marynarki, a zapłacono z wynoszącej 30 milionów funtów kontrybucji uzyskanej od Chin po przegranej wojnie.

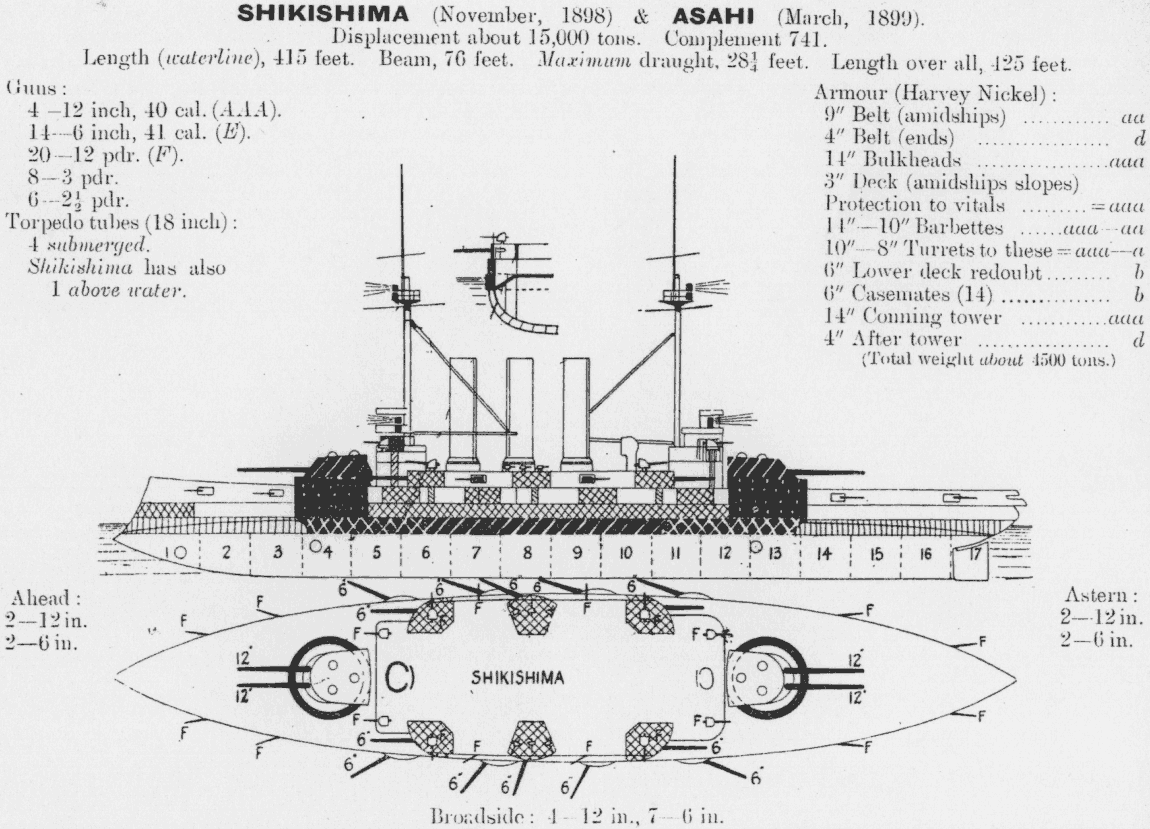
Rzut z lewej burty i plan pokładu z Jane's Fighting Ships 1906

Plany typu Shikishima oparto na zmodyfikowanym i poprawionym projekcie brytyjskich pancerników typu Majestic. Miały identyczne uzbrojenie i podobne siłownie do typu Fuji, dzięki czemu mogły operować razem jako jednolita grupa. Całkowita długość okrętów typu Shikishima wynosiła 133,6 m (438 stóp), długość na linii wodnej 125,6 m (412 stóp), szerokość 23,0–23,4 m (75,5–76,75 stóp), a zanurzenie standardowe 8,0–8,1 m (26,25–26,5 stóp). Wyporność standardowa wynosiła 15 090–15 240 ton (14 850–15 000 długich ton). Kadłub posiadał dno podwójne i podzielony był na 261 przedziałów wodoszczelnych. Okręty posiadały dzioby taranowe.
Pancerniki przenosiły 13 łodzi okrętowych, w tym dwa małe kutry torpedowe, o długości 17 metrów, wyposażone w dwie samobieżne torpedy i armatę 2,5-funtową Hotchkissa. Zestaw kotwic składał się z łańcuchów 2,5-calowych, czterech sześciotonowych kotwic typu Inglefielda i kilku mniejszych typu Admiralicji; dostarczyła go firma Harfield and Co. Maszyny sterowe, systemu Camerona, miały zdwojone silniki, każdy umieszczony w osobnym, wodoszczelnym pomieszczeniu. Maszynami można było zdalnie sterować z pięciu stanowisk na okręcie, za pośrednictwem motorów hydraulicznych. Okręty posiadały po dwa maszty, każdy z podwójnym marsem bojowym: niższym z lekką artylerią i wyższym, ze stanowiskami sygnalistów i reflektorów. Tych ostatnich było sześć, o średnicy 61 cm. Zasilane były przez trzy prądnice, dające prąd o natężeniu 400 A i jedna – 200 A, wszystkie pracujące pod napięciem 80 V. Energia elektryczna oświetlała, dzięki 700 żarówkom, cały okręt.
Załoga liczyła 741 oficerów i marynarzy; liczba ta wzrastała do 849, gdy pancernik służył jako okręt flagowy. Na pokładzie głównym znajdowała się, na rufie, kabina admiralska, z prawej strony, z salonem, z którego było wyjście na galerię rufową. Przed nią znajdowały się jadalnie, a następnie, na burtach, kabiny dla 38 oficerów. Marynarze mieszkali w części dziobowej; mesy umożliwiały wydanie posiłków całej załodze naraz. Gdzie tylko to było możliwe, wyposażenie drewniane zastąpiono metalowym. 

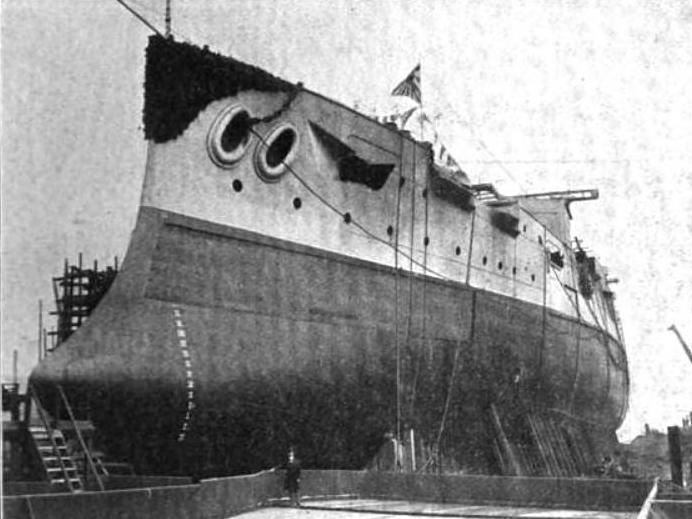
Dziobowa ostroga pancerna „Hatsuse”

### Napęd
Pancerniki były napędzane przez dwie pionowe maszyny parowe potrójnego rozprężania firmy Humphrys, Tennant and Co; każda maszyna obracała jedną śrubę. Parę dostarczało 25 kotłów parowych typu Belleville. Powierzchnia grzejna kotłów wynosiła 3524,37 m² (37 936 stóp2). Każdy kocioł miał jeden, osobny ruszt; łączna powierzchnia rusztów wynosiła 106 m². Kotły, do których woda była dostarczana pod ciśnieniem, o temperaturze 127 °C, dawały parę pod ciśnieniem 17,96 atm, które zmniejszało się w silniku do 14,29 atm. Cylindry wysokiego, średniego i niskiego ciśnienia miały średnice 837 mm (32 cali), 1346 mm (53 in) i  2137 mm (84 in) odpowiednio; skok tłoka wynosił 1,2 m. Cylindry były niezależnie zawieszone na kolumnach z lanego żeliwa i kutej stali. Wały korbowe składały się z trzech części, z możliwością wymiany każdej, były stalowe, puste w środku, o średnicy 406 mm. Wały napędzające śruby miały taką samą konstrukcję, lecz były cieńsze – 381 mm. Każdy silnik napędzał jedną śrubę o średnicy 5,2 m i skoku 356 mm, o trzech łopatach z brązu manganowego. Silniki wyposażone były we wspólną pompę powietrzną o średnicy 61 cm i wspólny skraplacz rurowy o łącznej powierzchni 720 m² (7750 stóp2). Obieg wody zapewniały dwie niezależnie napędzane pompy odśrodkowe, z możliwością wypompowywania wody z okrętu w przypadku zalania kadłuba.
Maszyny miały moc nominalną 14 500 KM (10 800 kW) przy ciągu wymuszonym, co miało pozwolić osiągnąć prędkość maksymalną 18 węzłów (33 km/h). Podczas prób morskich okręty okazały się szybsze: „Shikishima” osiągnął 19,027 węzła (35,238 km/h), przy mocy 14 667 KM (10 937 kW), a „Hatsuse” – 19,11 węzła (przy mocy 16 117 KM i wyporności 14 500 ton). Maksymalny zapas węgla wynosił 1643 ton (1617 długich ton), co dawało maksymalny zasięg 5000 mil morskich (9300 km) przy prędkości 10 węzłów (19 km/h). Ze względu na przeznaczenie do służby na wodach ojczystych, standardowy zapas węgla – 700 ton – był o ponad 200 t mniejszy niż porównywalnych pancerników brytyjskich, przeznaczonych do dalekich rejsów. Zaoszczędzona masa została wykorzystana do wzmocnienia konstrukcji i uzbrojenia.

### Uzbrojenie

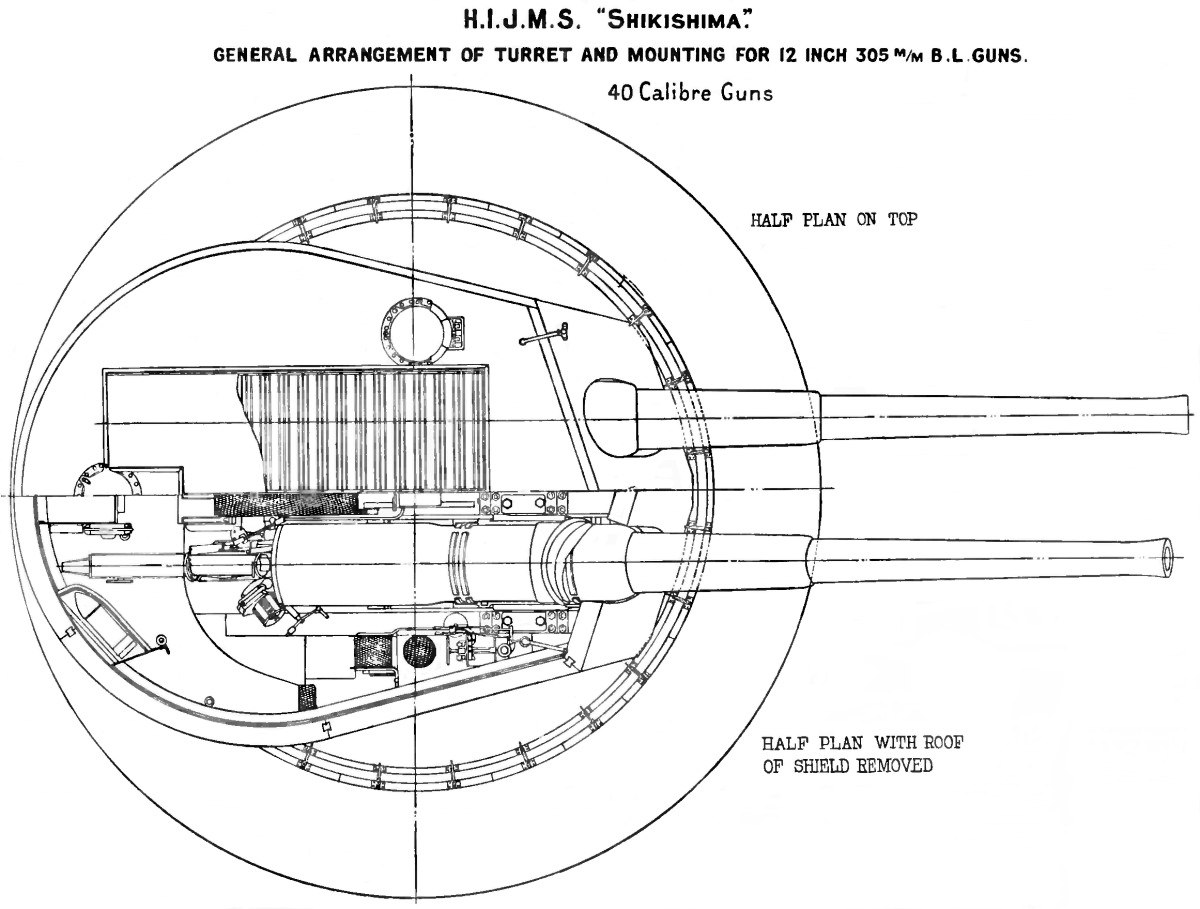
Rzut z góry wieży artylerii głównej pancerników typu Shikishima

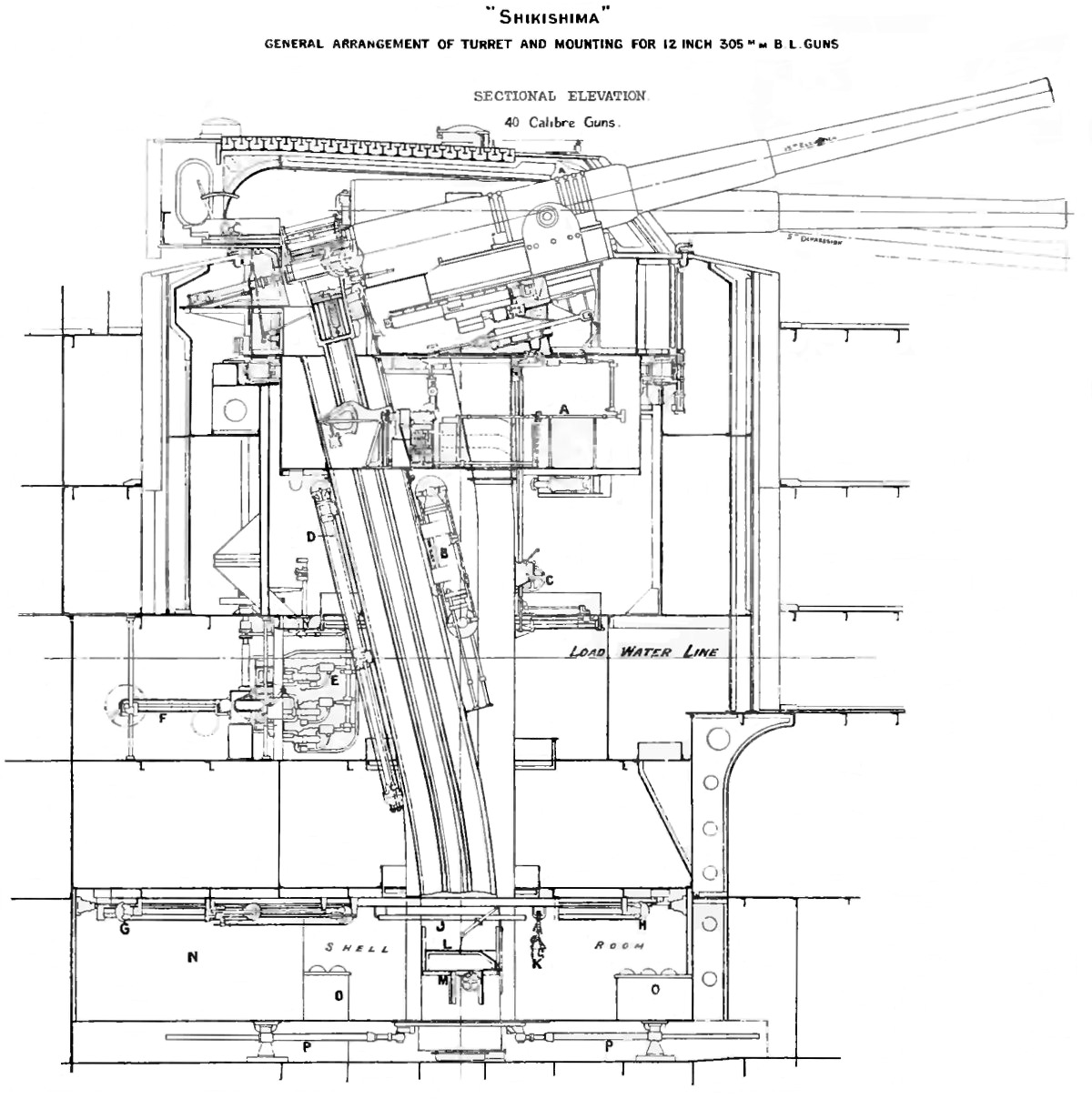
Przekrój przez wieżę i windę amunicyjną; widok z prawej strony

Głównym uzbrojeniem pancerników były cztery dwunastocalowe (305 mm) armaty typ 41, o długości lufy 40 kalibrów (L/40), produkcji Elswick Ordnance Company, takie same jak montowane w pancernikach typu Fuji. Zamontowane były one parami w dwóch barbetach, w dziobowej i rufowej części nadbudówki. Barbety nakryte były pancernymi kołpakami, co tworzyło rodzaj wież pancernych. Działa ładowane były przy stałym kącie nachylenia +13,5°. Armaty wystrzeliwały pociski o masie 386 kg (850 lb) z prędkością wylotową 730 m/s. Para głównych podnośników amunicyjnych, napędzanych hydraulicznie i awaryjnie – elektrycznie, prowadziła prosto z komór amunicyjnych do stanowiska wież. Podnośniki obracały się razem z wieżą, co umożliwiało dosyłanie amunicji i ładowanie przy każdym kącie obrotu wież. Przy ciągłym ogniu, dosyłanie amunicji bezpośrednio z komór, długim podnośnikiem, powodowało pewne opóźnienia. Dodatkowe pary podnośników, z napędem hydraulicznym (i awaryjnym ręcznym), znajdowały się w tyle wieży (do pocisków) i między działami (do ładunków prochowych). Dosłana amunicja była potem ładowana ręcznie do dział z wózka składowego.
Artylerię średniego kalibru stanowiło 14 dział kal. 152 mm (6 cali) typ 41 o długości lufy 40 kalibrów, strzelające amunicją z łuską (ang. quick firing – QF), osiem na pokładzie głównym w kazamatach, a sześć w nadbudówce, także w kazamatach. Wystrzeliwały one pociski o masie 45 kg (100 lb) z prędkością wylotową 700 m/s. Wedle ówczesnej prasy japońskie okręty miały o dwa działa kal. 152 mm więcej niż porównywalne pancerniki brytyjskie, a o cztery od rosyjskiego „Retwizana”. Działa te były dobrze rozmieszczone, w odróżnieniu od amerykańskich jednostek typu Illinois, których dziobowa para armat znajdowała się w zasięgu ognia wylotowego z dział artylerii głównej, co uniemożliwiało równoczesne prowadzenie ognia z obydwu typów dział.
Do obrony przeciw torpedowcom służyło dwadzieścia dział 12-funtowych (76 mm, QF 12 pounder 12 cwt), osiem dział 3-funtowych 47 mm i cztery działa 2,5-funtowe 47 mm Hotchkissa na „Hatsuse” i po sześć 3-funtowych i 2,5-funtowych na „Shikishimie”). Dwunastofuntówki wystrzeliwały trzycalowe, ważące 5,7 kg (12,5 funta) pociski z prędkością wylotową 719 m/s (2359 ft/s). Działa 12-funtowe rozmieszczone były na każdej burcie następująco: po dwa na pokładzie głównym na dziobie i rufie, dwa na górnym pokładzie i cztery na pokładzie łodziowym. Ówczesna prasa techniczna chwaliła rozmieszczenie tych dział, w szczególności szerokie pole ostrzału i fakt, że ich rozproszenie utrudniał zniszczenie tych słabo chronionych armat (działa na pokładzie łodziowym miały jedynie maski pancerne). Uzbrojenia dopełniały cztery podwodne wyrzutnie torpedowe kalibru 450 mm (18 cali), po dwie na każdej burcie, i jedna nawodna na dziobie, tylko na „Shikishimie”.

### Opancerzenie

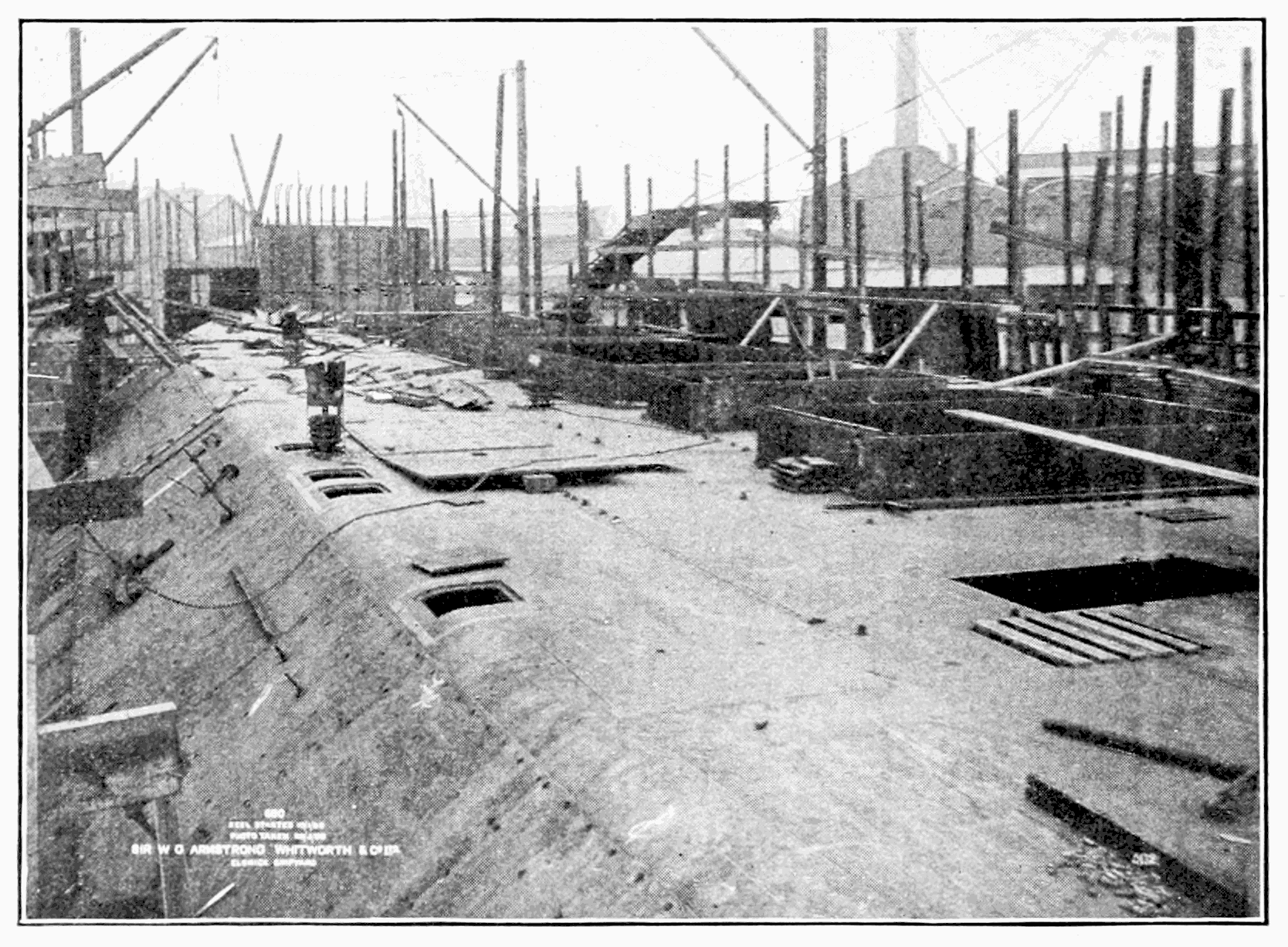
Pancerny pokład pancernika „Hatsuse” w trakcie budowy; na gotowej jednostce, skośne części pokładu znajdowały się za pionowym pasem pancerza burtowego, tworząc dodatkową osłonę

Wykonany ze stali Harveya główny pas pancerny okrętów typu Shikishima na wysokości linii wodnej miał 2,4 m (8 stóp) wysokości, z czego 1,1 m było powyżej linii wodnej przy normalnym ładunku; maksymalna grubość wynosiła 229 mm (9 cali) w środkowej, długiej na 67 m części. Na końcach miał jedynie 102 mm (4 cale). Powyżej, między barbetami, był długi na 67 m pas o grubości 152 mm (6 cali). Barbety opancerzone były płytami o grubości 356 mm (14 cali), zmniejszającej się do 254 mm na poziomie pokładu dolnego. Pancerz kołpaków barbet miał największą grubość 10 cali (254 mm), a dachu – 3 cale (76 mm). Skośne grodzie grube na 305–356 mm łączyły barbety z pancerzem burtowym; na poziomie dolnego pokładu ich grubość zmniejszała się do 152 mm. Kazamaty artylerii średniej także miały opancerzenie grubości 152 mm. Kazamaty były wodoszczelne zarówno z przodu, jak i z tyłu, co zapobiegało przeciekom w przypadku uszkodzenia ambrazury działa, i chroniło obsady dział przed skutkami eksplozji granatów we wnętrzu okrętu.
Pokład pancerny wykonany był z 64 mm płyty w części poziomej, a 102 mm – w skośnej. Skośna część pokładu pancernego schodziła w dół poza burtowy pas pancerny. Poprawiło to znacząco ochronę okrętów, gdyż każdy pocisk, który przebił pancerz burtowy, musiał jeszcze spenetrować skos pokładu, zanim trafił w maszynownię czy magazyny. Łącznie materiał burty, pancerny pas burtowy, węgiel w bunkrze i ponownie pancerny skos pokładu dawały ochronę równą mniej więcej 90 cm litego pancerza. Poza cytadelą pancerną pokład miał 51 mm. Przednia (główna) wieża dowodzenia chroniona był 14 calami (356 mm) pancerza, podczas gdy tylna – jedynie trzema calami (76 mm).
Okręty miały słabiej opancerzoną cytadelę pancerną od pancerników brytyjskich (górny pas 152 mm wobec 254 mm na okrętach typu Formidable czy Majestic), jednak uznano ją za wystarczająco skuteczną przeciwko granatom 152 mm, choć niekoniecznie przeciw pociskom przeciwpancernym tego kalibru. Uznano wszakże, że grubszy pancerz, zapewniający ochronę przeciw granatom większych kalibrów nie jest ekonomiczny, ponieważ zapas granatów do dział wielkiego kalibru i pocisków przeciwpancernych do artylerii średniej nie był zazwyczaj zbyt duży, więc ryzyko jest opłacalne (gruby pancerz i tak nie chronił przed częściej stosowanymi do ciężkiej artylerii pociskami przeciwpancernymi). Lżejszy pancerz w górnej części śródokręcia pozwolił natomiast na zapewnienie ciągłego pasa burtowego od rufy do dziobu.

## Okręty
| Okręt        | Stocznia                            | Położenie stępki | Wodowanie        | Ukończenie       | Los                           |
| ------------ | ----------------------------------- | ---------------- | ---------------- | ---------------- | ----------------------------- |
| „Shikishima” | Thames Iron Works, Leamouth, London | 29 marca 1897    | 1 listopada 1898 | 26 stycznia 1900 | Złomowany, styczeń 1948       |
| „Hatsuse”    | Armstrong, Elswick                  | 10 stycznia 1898 | 27 czerwca 1899  | 18 stycznia 1901 | zatonął na minie 14 maja 1904 |

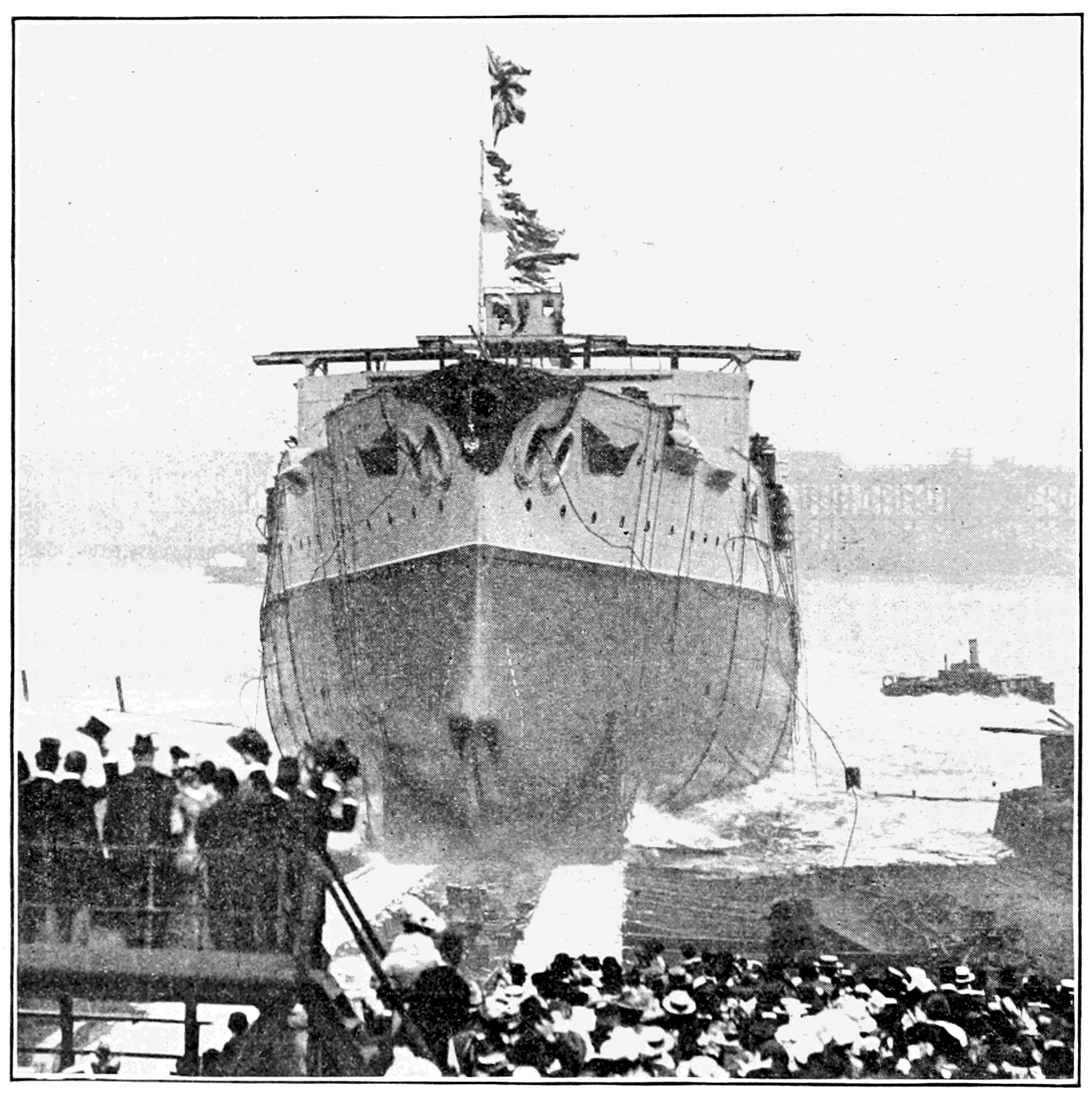
Wodowanie „Hatsuse”

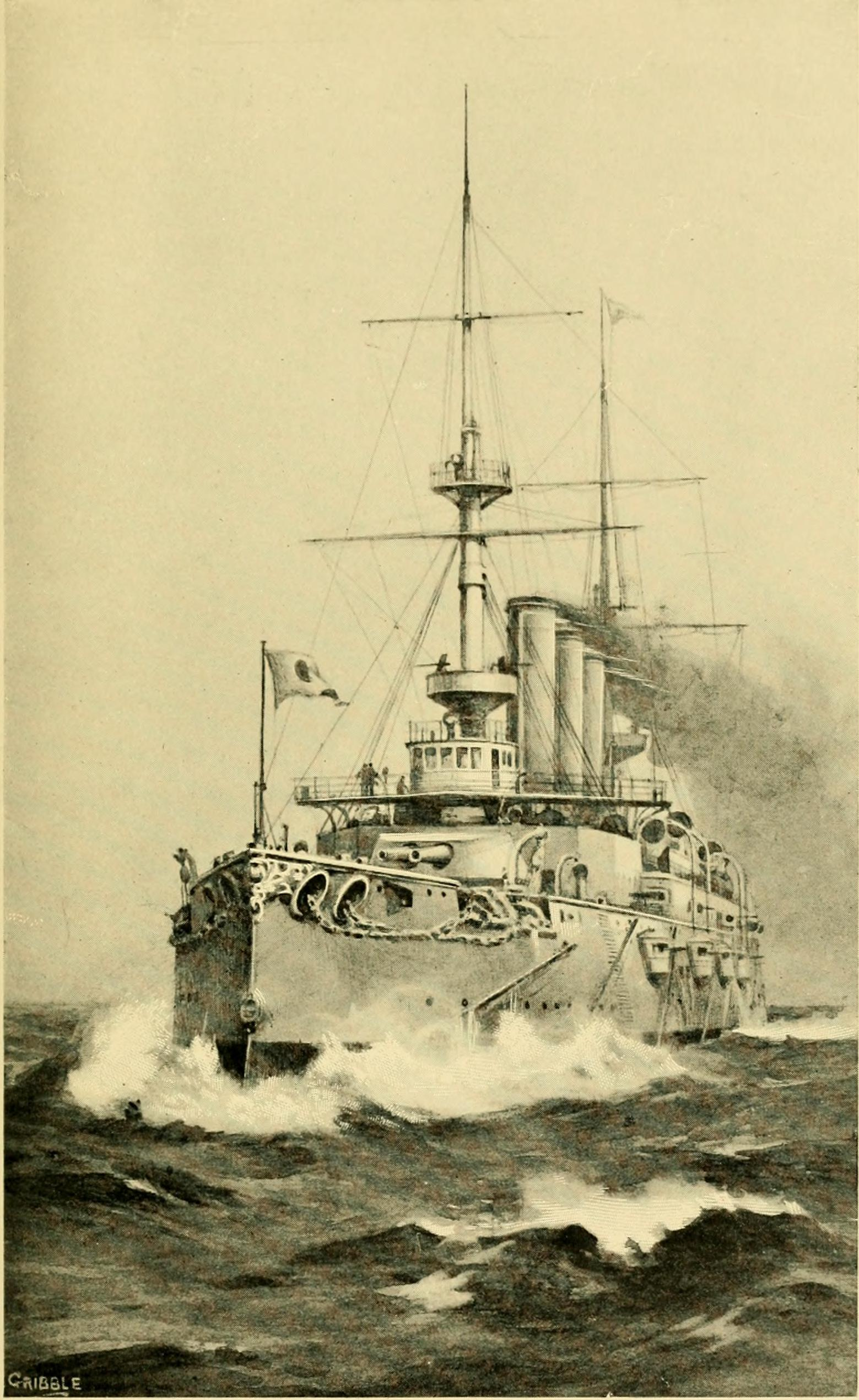
„Shikishima” w marszu

Na początku wojny rosyjsko-japońskiej, „Hatsuse” i „Shikishima” znajdowały się w składzie 1. Eskadry Pancerników 1. Floty. 9 lutego 1904 roku wiceadmirał Heihachirō Tōgō poprowadził 1. Flotę do ataku na rosyjskie okręty Floty Oceanu Spokojnego, zakotwiczone na redzie Port Artur. Tōgō zdecydował się skierować główne uderzenie na twierdzę, dlatego artyleria główna okrętów japońskich ostrzeliwała forty, a przeciw okrętom rosyjskim zostały skierowane działa artylerii średniej. Choć obie strony osiągnęły wiele trafień, japońskie pociski kal. 203 i 152 mm nie wyrządziły wielkich szkód jednostkom rosyjskim (które straciły 17 ludzi), podczas gdy Japończycy mieli 60 rannych i zabitych, zanim Tōgō zdecydował się na odwrót. „Hatsuse” otrzymał dwa trafienia (stracił 10 zabitych i 17 rannych), podczas gdy „Shikishima” tylko jedno (rannych zostało 17 marynarzy).
Oba okręty uczestniczyły w starciu 13 kwietnia, gdy Tōgō udało się wywabić z portu dwa pancerniki Eskadry Pacyfiku. Rosjanie, dostrzegłszy pięć japońskich okrętów liniowych, zawrócili do portu, lecz ich okręt flagowy „Pietropawłowsk” wpadł na minę, postawioną poprzedniej nocy przez okręty japońskie. Pancernik zatonął w dwie minuty po eksplozji komór amunicyjnych. Sukces zachęcił Tōgō do kontynuacji bombardowań z dużego dystansu, na co Rosjanie odpowiedzieli kładąc nowe pola minowe.
14 maja 1904 roku pancerniki „Hatsuse” (okręt flagowy), „Shikishima”, „Yashima”, krążownik pancernopokładowy „Kasagi” i awizo „Tatsuta” wyszły na morze, by zastąpić eskadrę blokującą rosyjską bazę. Następnego ranka dywizjon wpadł na rosyjskie pole minowe. Eksplozja pod „Hatsuse” pozbawiła okręt możliwości sterowania, a gdy „Yashima” ruszył na pomoc, wpadła na dwie miny. Dryfujący „Hatsuse” wpadł na następną minę pół godziny później. Wybuch spowodował eksplozję komory amunicyjnej i pancernik zatonął w ciągu minuty. Zginęło 496 członków załogi, okręty eskorty zdołały uratować 336 ludzi.
„Shikishima” nie został trafiony podczas bitwy na Morzu Żółtym w sierpniu 1904 roku, ale w lufie jednego z dział 12-calowych eksplodował przedwcześnie pocisk, wyłączając armatę z akcji. W maju następnego roku, w boju w Cieśninie Cuszimskiej, okręt został trafiony dziewięciokrotnie. Najgroźniejsze z trafień przebiło pancerz poniżej stanowiska działa 152 mm, powodując śmierć całej jego obsady. Podobnie jak w poprzedniej bitwie, pocisk wybuchł w lufie jednego z przednich dział, kompletnie je niszcząc. „Shikishima” została sklasyfikowana jako pancernik obrony wybrzeża I klasy we wrześniu 1921 roku i do momentu rozbrojenia i przeklasyfikowania na transportowiec w 1923 r. był wykorzystywany do rozmaitych zadań szkoleniowych. Jako hulk służył jako okręt szkolny aż do złomowania w 1948 roku.